# Giovani Braz
Giovani Braz (Carmo do Rio Claro, 26 de março de 1976) é um humorista, redator, produtor cultural e empresário brasileiro. Atualmente está no elenco do humorístico A Praça é Nossa, do SBT, onde interpreta o personagem Saideira, o bêbado. Também já representou o "Seu Menezes" e o Caixeiro do Riso. Produziu, escreveu e atuou no programa de TV O Caixeiro do Riso (exibido na TV Poços e TV Alterosa). Participou da novela Chiquititas, também do SBT.

## Biografia
Filho de uma professora e um caminhoneiro, Giovani nasceu em Carmo do Rio Claro mas foi criado em Poços de Caldas, no mesmo estado. No teatro, percorreu o Brasil com o show Venha Rir com Giovani Braz, onde já se apresentou para mais de 1 milhão de pessoas. Entre os sucessos estão o personagem Caixeiro do Riso, Saideira, Show Musikirriso, Bar da Dona Jura, Ploc, a Borboleta Mais Linda Que Eu Já Vi, Império das Perdas, Isso é um Caso Grávido, Meu Pai é Meu Herói, O Bar da Cremilda e Noite das Magias.
Atuou também em comerciais de TV, como Folião Bêbado da Casa Sertaneja, Turista “Amigo”, Prefeitura Municipal de Poços de Caldas, Infoway Equipamentos para Informática, Opem Odontologia, Telhas Fibroflex, Via Mondo agência FIAT e Rede Fort Supermercados, entre vários outros.
No rádio, participou da radionovela A Bola da Vez como o personagem Quiroga e no cinema participou do filme Um Trapinha Trapalhão.
Atualmente imita mais de 100 vozes, entre cantores e personalidades.

## Filmografia

### Televisão
| Ano           | Título          | Papel                                        | Emissora |
| ------------- | --------------- | -------------------------------------------- | -------- |
| 2003-presente | A Praça É Nossa | Caixeiro do Riso, Bêbado Saideira e Chefinho | SBT      |
| 2014          | Chiquititas     | Edgar                                        | SBT      |

### Cinema
| Ano  | Título              | Papel      |
| ---- | ------------------- | ---------- |
| 2021 | No Gogó do Paulinho | Biricutico |